# ربيعية (فصيلة نباتية)
الفصيلة الربيعية (باللاتينية: Primulaceae) هي فصيلة نباتية تحوي حوالي 24 جنسًا أهمها زهرة الربيع.

## معرض صور

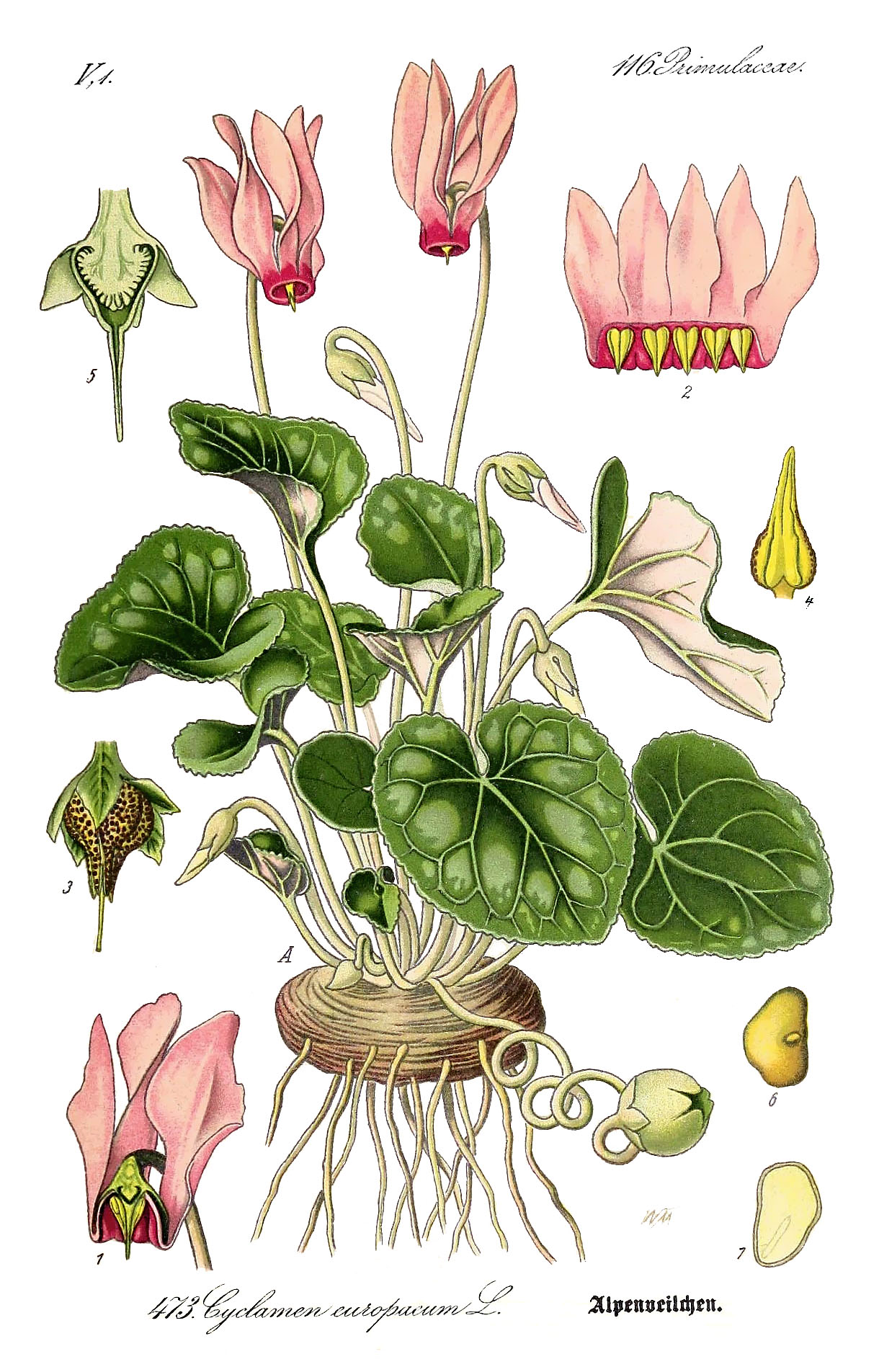
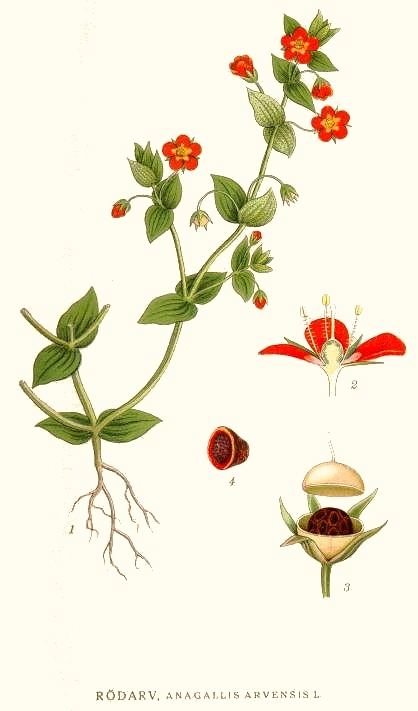
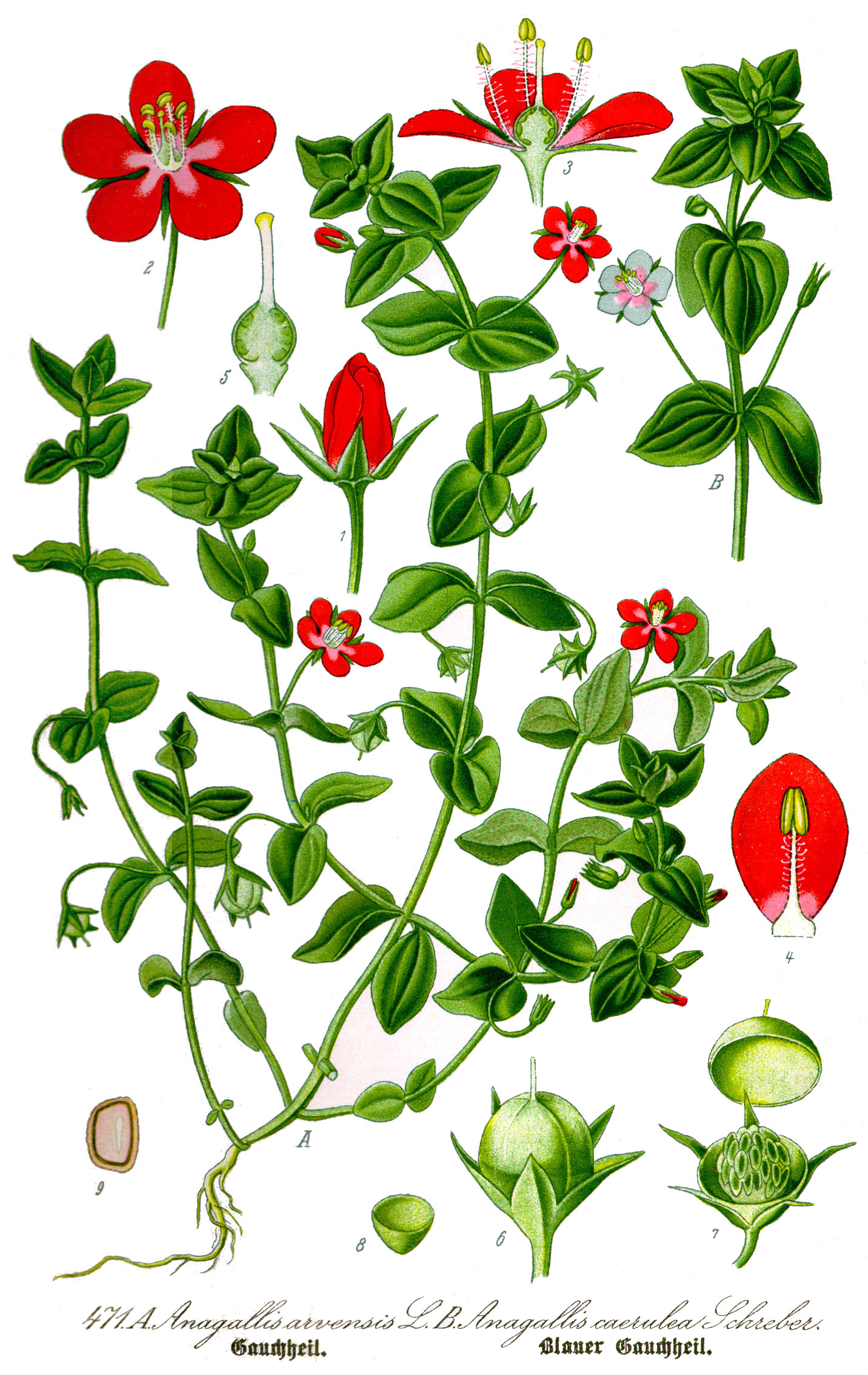
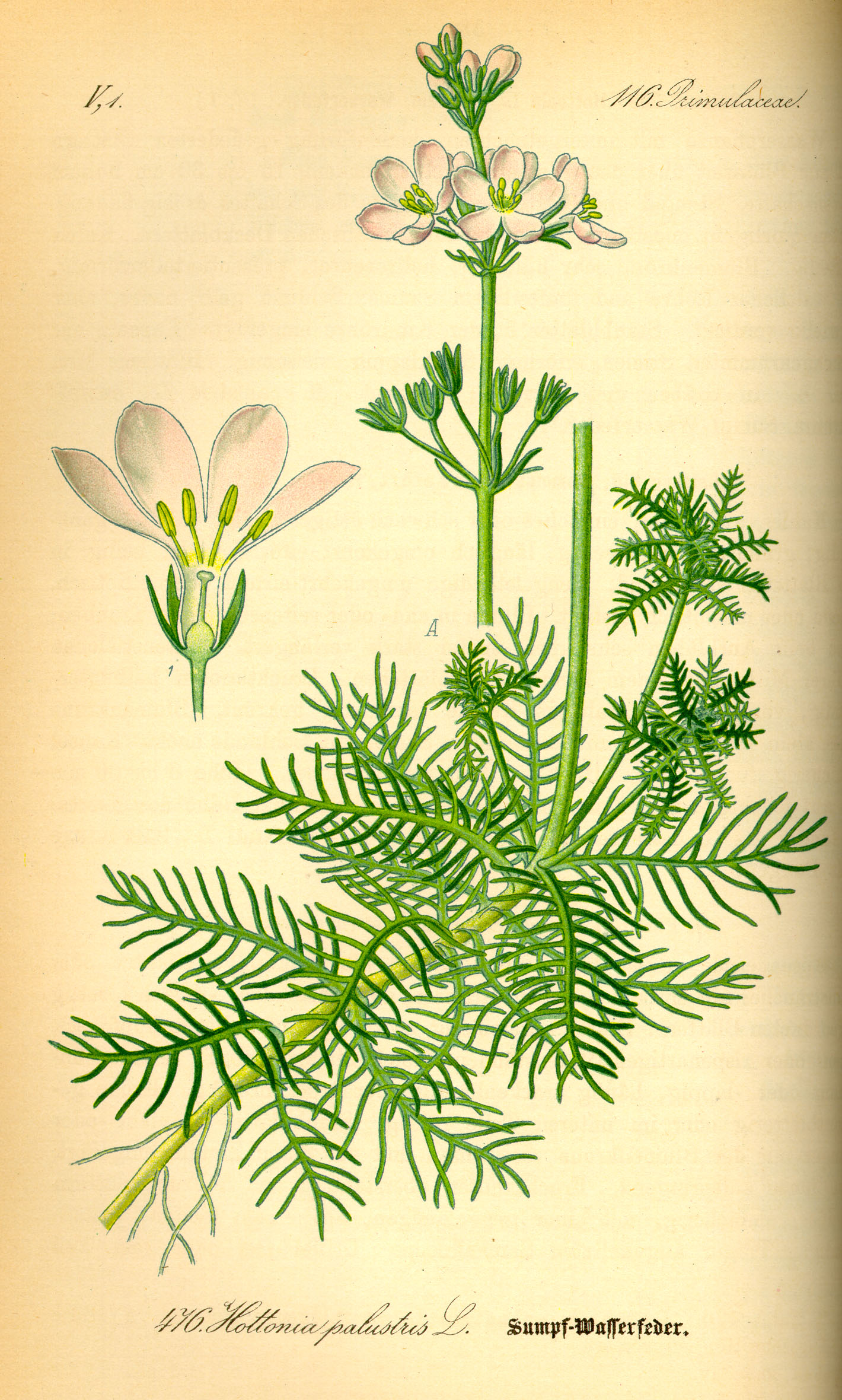
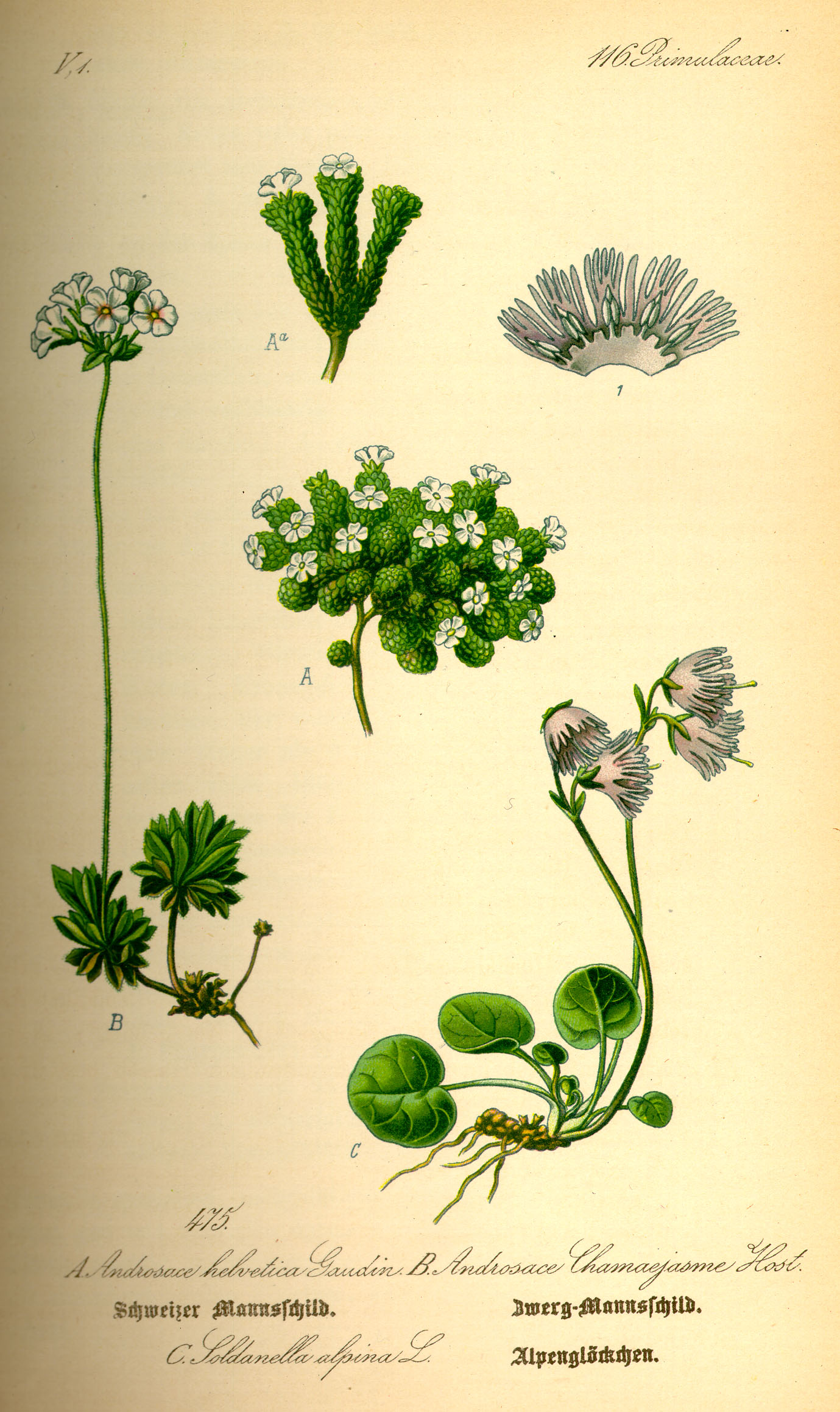

## أهم أجناسها
- زهرة الربيع (باللاتينية: Primula) وهو الجنس النمطي
- الأناغاليس (باللاتينية: Anagallis)